# Мачо на досуге
«Мачо на досуге» (англ. Freetime Machos) — документальный фильм 2009 года совместного производства Финляндии и Германии финского режиссёра Мики Ронкайнена. Фильм в юмористическом стиле рассказывает о мужской дружбе двух игроков самого северного в мире регбийного клуба OYUS Rugby из финского города Оулу.
Рейтинг фильма в базе данных Internet Movie Database по состоянию на 26 ноября 2013 года составлял 6,5.

## История создания, премьеры, участие в фестивалях
Съёмки фильма проходили в период с 13 декабря 2006 по 14 декабря 2007 года.
Премьера состоялась в Нидерландах 22 ноября 2009 года в рамках Амстердамского фестиваля документального кино. В январе 2010 года фильм участвовал в программе Гётеборгского кинофестиваля. Премьера фильма в Северной Америке состоялась в апреле 2010 года на Кинофестивале в Трибеке. В июне 2010 года фильм был показан в рамках Эдинбургского международного кинофестиваля.
В Финляндии фильм впервые был показан 12 марта 2010 года. Финские критики сильно разошлись в своих мнениях относительного этого фильма: наряду с восторженными отзывами были и крайне отрицательные.
Премьера в России состоялась в октябре 2010 год в Перми в рамках Международного фестиваля документального кино «Флаэртиана». В декабре 2010 года фильм был показан в Москве. 20 октября 2011 года состоялся специальный показ этого фильма в кинозале Посольства Финляндии в Москве.

## Содержание
Фильм рассказывает о двух закадычных друзьях, игроках финского регбийного клуба OYUS Rugby — Матти Керанене (Matti Keranen) и Микко Кольйонене (Mikko Koljonen). Их дружба настолько крепка, что время от времени возникают шуточные гомосексуальные аллюзии. OYUS Rugby — самый северный в мире регбийный клуб, он базируется в Оулу, от которого до северного полярного круга — всего лишь около двухсот километров. Этот клуб — самый слабый в регбийном чемпионате Финляндии 2007 года; одна игра следует за другой, но ни одной победы как не было, так и нет. Голливудского финала не будет, однако надежда не умирает, тем более, что причины, по которым играют игроки, вполне понятны — это и любовь к игре, являющейся для них наибольшим интересом в жизни, и тот факт, что команда для них — особое пространство, в котором они чувствуют свою востребованность и свой «мачизм», в котором нет места проблемам с работой, нет нытья их жён и подруг.

## Призы
- 2009: Приз Амстердамского фестиваля документального кино.
- 2010: Специальное упоминание жюри Международного фестиваля короткометражного кино в Тампере[2].
- Приз международного жюри «Серебряный Нанук» «За лучший полнометражный фильм фестиваля»[2].
- Приз жюри ФИПРЕССИ «Серебряный Нанук» «За многогранное изображение жизни простых людей»[2].